# B-träd
Inte att förblanda med Binärträd.
Ett B-träd är en datastruktur i form av ett balanserat sökträd. Varje nod har mellan m och m/2 barn, där m är ett givet heltal större än 1. Roten kan ha så få som 2 stycken n. Den här strukturen kan vara användbar om stora delar av trädet finns i långsammare minnen (som en hårddisk) eftersom trädets höjd kan reduceras genom att man väljer ett stort m.  